# Bradypodion caeruleogula
Bradypodion caeruleogula là một loài thằn lằn trong họ Chamaeleonidae. Loài này được Raw & Brothers mô tả khoa học đầu tiên năm 2008.
Đây là loài bản địa KwaZulu-Natal, Nam Phi. Chúng được tìm thấy ở rừng Dhlinza, Entumeni và Ongoye.